# Henriette Rénard
Henriette Rénard, död 1721, var en polsk mätress. Hon var mätress till Polens kung August den starke 1706-1707. 
Hon tillhörde en polsk köpmansfamilj av franskt ursprung. Hon var gift med vinhandlaren François Drian i Warszawa. 
Hon beskrivs som vacker och fick 1707 en dotter med kungen. Kungens officiella mätress Anna Constantia von Brockdorff ska ha fått August att bryta med Henriette. Efter sin första makes död 1716 gifte hon om sig med den franska legosoldaten Claude Henri de Morel de Carrières, som sedan gynnades av kungen. År 1720 var hon änka och detta år mottog hon och hennes två bröder egendom i Polen och rang av polska baroner. 
Hon avled 1721 och August erkände tre år senare sin dotter med henne. 